# Is This Desire?
Is This Desire? är ett musikalbum av PJ Harvey som släpptes den 28 september 1998 i Storbritannien och 29 september samma år i USA. Albumet släpptes på skivbolaget Island Records och producerades av Flood och PJ Harvey själv.

## Låtlista
1. Angelene
2. The Sky Lit Up
3. The Wind
4. My Beautiful Leah
5. A Perfect Day Elise
6. Catherine
7. Electric Light
8. The Garden
9. Joy
10. The River
11. No Girl So Sweet
12. Is This Desire?